# Taxodiella
Taxodiella is een geslacht van uitgestorven kreeftachtigen uit de klasse van de Ostracoda (mosselkreeftjes).

## Soort
- Taxodiella fiscellaformis Kuznetsova, 1957 †